# Goodenia pusilliflora
Goodenia pusilliflora är en tvåhjärtbladig växtart som beskrevs av Ferdinand von Mueller. Goodenia pusilliflora ingår i släktet Goodenia och familjen Goodeniaceae. Inga underarter finns listade i Catalogue of Life.